# Меделби
Меделби (њем. Medelby) општина је у њемачкој савезној држави Шлезвиг-Холштајн. Једно је од 134 општинска средишта округа Шлезвиг-Фленсбург. Према процјени из 2010. у општини је живјело 896 становника. Посједује регионалну шифру (AGS) 1059143.

## Географски и демографски подаци
Меделби се налази у савезној држави Шлезвиг-Холштајн у округу Шлезвиг-Фленсбург. Општина се налази на надморској висини од 24 метра. Површина општине износи 9,8 km². У самом мјесту је, према процјени из 2010. године, живјело 896 становника. Просјечна густина становништва износи 92 становника/km².